# Physospermum nudicaule
Physospermum nudicaule är en flockblommig växtart som beskrevs av Carl Anton von Meyer. Physospermum nudicaule ingår i släktet Physospermum och familjen flockblommiga växter. Inga underarter finns listade i Catalogue of Life.